# Nicola Zagame
Nicola "Ziggy" Zagame, född 11 augusti 1990 i Sydney, är en australisk vattenpolospelare. Hon deltog i den olympiska vattenpoloturneringen i London där Australien tog brons.
Zagame tog VM-silver i samband med världsmästerskapen i simsport 2013 i Barcelona.